# حسین الشحات
حسین علی الشحات علی حسن (عربی مصری: حسين علي الشحات علي حسن) بازیکن فوتبال مصری است كه در الاهلی به عنوان وينگر بازی می‌كند و می‌تواند به عنوان هافبک تهاجمی نيز بازی كند.

## دوران باشگاهی
الشحات از سال ۲۰۱۴ تا ۲۰۱۸ برای مصر المقاصه بازی کرد و سپس به العین پیوست، جایی که او قهرمان لیگ برتر امارات متحده عربی ۱۸–۲۰۱۷ شد و در جام باشگاه‌های جهان ۲۰۱۸ نایب قهرمان شد. او یک گل در یک‌چهارم نهایی در پیروزی ۳–۰ مقابل اسپرانس تونس به ثمر رساند.
در ژانویه ۲۰۱۹، الشحات به الاهلی پیوست. در ۴ فوریه ۲۰۲۱، او گل پیروزی الاهلی را در پیروزی ۱–۰ مقابل الدحیل در جام باشگاه‌های جهان ۲۰۲۰ به ثمر رساند.

## دوران ملی
او در اوت ۲۰۱۸ به تیم ملی مصر دعوت شد تا در مرحله مقدماتی جام ملت‌های آفریقا ۲۰۱۹ به مصاف نیجر برود.

## افتخارات

#### العین
- لیگ برتر امارات متحده عربی: ۱۸–۲۰۱۷
- نایب قهرمانی جام باشگاه‌های جهان: ۲۰۱۸

#### الاهلی
- لیگ برتر مصر: ۱۹–۲۰۱۸، ۲۰–۲۰۱۹
- جام حذفی مصر: ۲۰–۲۰۱۹، ۲۲–۲۰۲۱
- سوپر جام مصر: ۲۰۱۹، ۲۰۲۲
- لیگ قهرمانان آفریقا: ۲۰–۲۰۱۹، ۲۱–۲۰۲۰
- سوپر جام آفریقا: ۲۰۲۱ (مه)، ۲۰۲۱ (دسامبر)
- مقام سومی جام باشگاه‌های جهان: ۲۰۲۰، ۲۰۲۱